# Le Grand Défi (Michel Vaillant)
Le Grand Défi, paru en janvier 1959 (éditions du Lombard), est le premier album de bande dessinée de la série Michel Vaillant. La version fut enrichie d'une planche supplémentaire à l'occasion de l'exposition universelle de 1958. Cette BD, comprenant 62 planches, fut auparavant publiée dans Le Journal de Tintin (les numéros 1 à 43) au cours de l'année 1958.

## Déclaration de l'auteur
« J'ai voulu tout mettre dans Le Grand Défi. Mon héros, sa famille, la Formule 1, les 24 Heures du Mans, Indianapolis, jusqu'au héros offrant son sang à l'adversaire blessé. Steve Warson, que j'avais créé pour symboliser l'anti-Vaillant, ne devait faire qu'une courte apparition dans ce seul album... Mais au fur et à mesure que j'avançais dans l'histoire, il s'est mis à devenir sympathique. Michel s'y est attaché, moi aussi, Steve Warson est devenu l'autre grand héros de cette série. »

## Résumé
Un journal américain, le New Indian, conteste la valeur des pilotes européens et décide d'organiser, avec son homologue français L'Eclair de France, le "Grand défi". Cette compétition oppose un pilote européen à un pilote américain sur plusieurs circuits internationaux pour le titre de "premier pilote mondial". Michel Vaillant,  jeune pilote français au talent prometteur, est choisi pour défendre le camp européen, tandis que les Américains désignent Steve Warson. La lutte s'annonce terrible... Lors de la première course, le grand prix d'Argentine, deux pilotes ralentissent Michel et sont suspectés d'avoir été payés pour cet acte, alors que Steve Warson remporte l'épreuve. La situation du jeune Français est alors compliquée à l'approche de la deuxième manche, les 500 miles d'Indianapolis, la course de prédilection de Warson...

## Lieux visités
- Autodrome de Montlhéry
- Paris, avec les locaux (fictifs) du quotidien L’Éclair de France
- Le Havre
- New York
- Buenos Aires
- Autódromo Juan y Oscar Gálvez
- Indianapolis Motor Speedway
- Indianapolis
- Aéroport d'Orly
- L'usine Vaillante (fictive)
- Bruxelles, avec notamment l'Atomium, pavillon français de l'Exposition Universelle de 1958 ainsi qu'un hôtel Avenue Louise.
- Circuit de Spa-Francorchamps
- Circuit des 24 Heures
- Nürburgring
- Université de Bonn, en particulier sa clinique.

## Personnages présents

### Personnages réels
- Peter Collins, pilote sur Ferrari à Spa-Francorchamps
- Jacques Swaters, pilote sur Ferrari au Mans
- Lucien Bianchi, équipier de Swaters au Mans

### Personnages fictifs
- Michel Vaillant
- Steve Warson
- Jean-Pierre Vaillant
- Henri Vaillant
- Comte de Chanzy, ami de la famille Vaillant
- Agnès de Chanzy, fille du Comte de Chanzy
- Joseph, mécanicien Vaillante
- Louis Latour, directeur du journal L'Éclair de France
- David Calling, correspondant du New Indian à Paris
- Madame Vaillant, mère de Michel et femme de Henri Vaillant
- Toto, photographe
- George Leaford, directeur du New Indian
- Paul Rivière, journaliste à L'Éclair de France
- Père Lucas, plus vieil ouvrier Vaillante encore en activité
- Mr Guérin, chef de l'atelier de soudure Vaillante
- Berckmans, pilote BRM à Spa-Francorchamps
- Henri Gillon, pilote Maserati à Spa-Francorchamps
- Bob Hertman, équipier de Warson
- Bill Rix, pilote Jaguar au Mans
- Willy, équipier de Bill Rix au Mans
- Chapuis, pilote Aston Martin au Mans
- Gascard, équipier de Chapuis au Mans
- Dehayes, pilote Porsche au Mans
- Von Helen, équipier de Dehayes au Mans
- Evanni, pilote Maserati au Nürburgring

## Véhicules

### Véhicules existants
- Porsche 356
- Paquebot Liberté
- Edsel Citation Convertible
- Maserati 250F
- Vanwall VW 5
- Dean Van Lines Special
- Novi Special
- Belond Exhaust Special
- John Zink Special

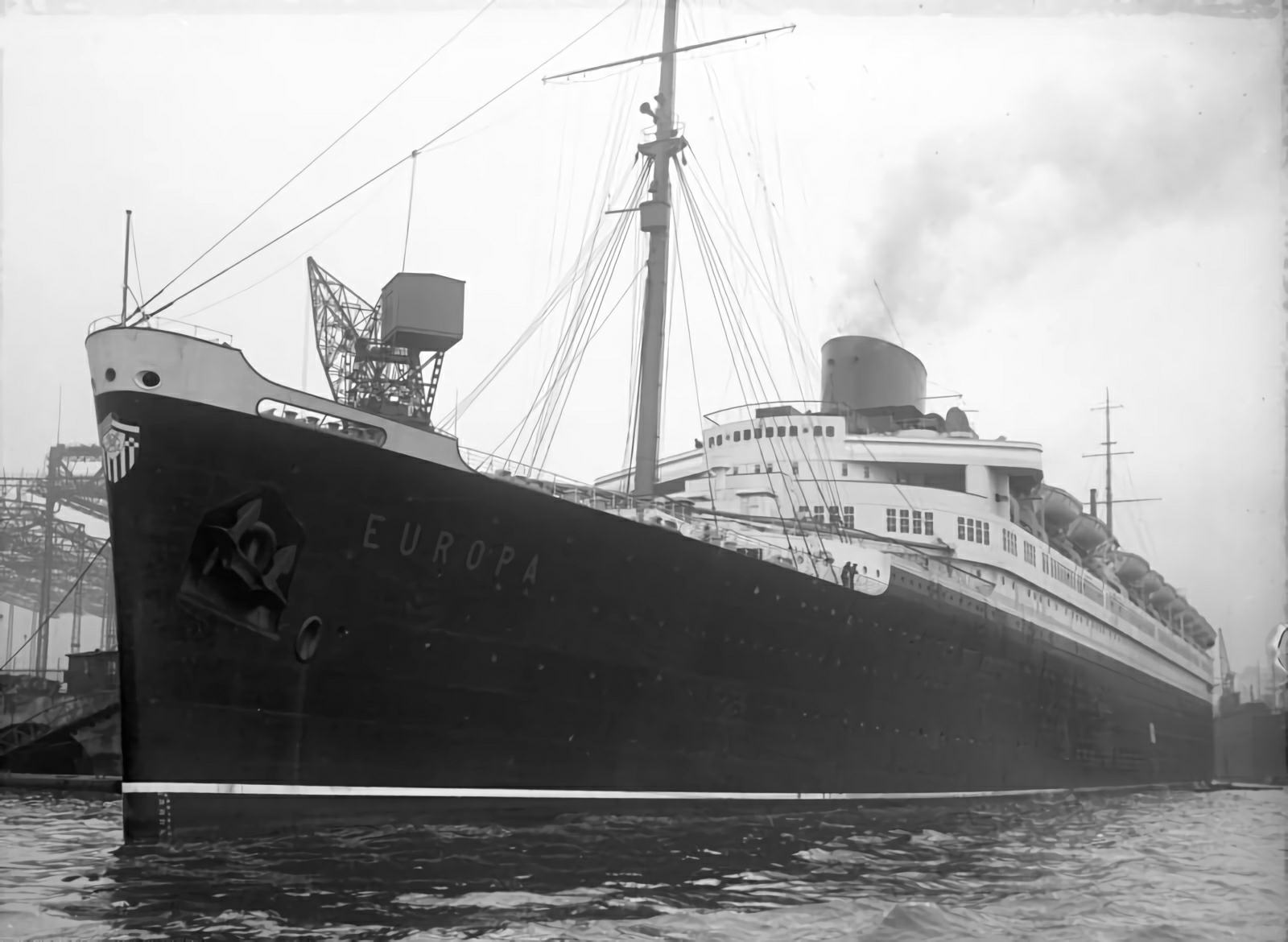
Le paquebot Liberté (encore nommé Europa à l'époque de ce cliché), utilisé par la famille Vaillant pour se rendre aux États-Unis.

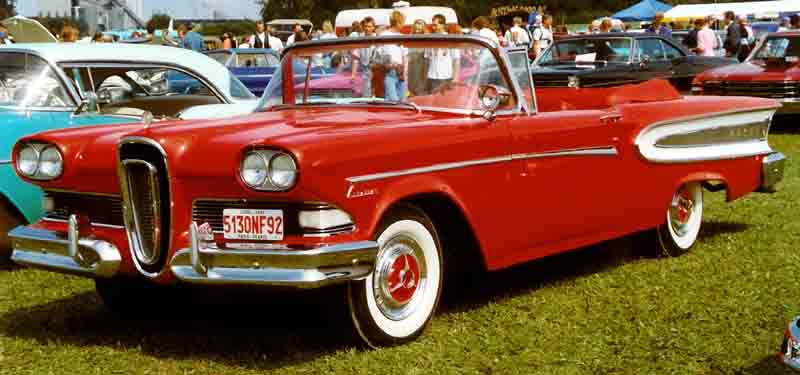
Une Edsel Citation Convertible, semblable à celle de Steve Warson dans l'album.

- Avions Lockheed Constellation immatriculés F-BHBB et F-BGNB
- Ferrari 625
- Lister-Jaguar Knobbly
- Ferrari 250 Testa Rossa
- Porsche 550
- Jaguar D-Type
- Aston Martin DBR1
- Ferrari 801
- Mercedes-Benz L319

### Véhicules créés
- Vaillante Le Mans (2 types de carrosserie)
- Vaillante Grand Prix
- Vaillante Marathon

## Cases originales
À la page 61, case 5 de la prépublication, on reconnaît Jean Graton et son épouse Francine qui regardent Steve Warson, mais pas dans l'édition de 1959.

## Publication

### Revues
Les planches du Grand Défi furent publiées dans le Journal de Tintin entre le 1er janvier et le 22 octobre 1958 (n° 1/58 à 43/58).

### Album
Le premier album fut publié aux Éditions du Lombard en 1959 (dépôt légal septembre 1958).